# Llista d'asteroides/182101-182200
| Nom      | Designació provisional | Data de descobriment   | Lloc de descobriment | Descobridor/s               |
| -------- | ---------------------- | ---------------------- | -------------------- | --------------------------- |
| 182101 - | 2000 KM59              | 25 de maig de 2000     | Anderson Mesa        | LONEOS                      |
| 182102 - | 2000 LX22              | 6 de juny de 2000      | Kitt Peak            | Spacewatch                  |
| 182103 - | 2000 NN13              | 5 de juliol de 2000    | Anderson Mesa        | LONEOS                      |
| 182104 - | 2000 NT20              | 6 de juliol de 2000    | Kitt Peak            | Spacewatch                  |
| 182105 - | 2000 OR17              | 23 de juliol de 2000   | Socorro              | LINEAR                      |
| 182106 - | 2000 OT34              | 30 de juliol de 2000   | Socorro              | LINEAR                      |
| 182107 - | 2000 OC35              | 30 de juliol de 2000   | Socorro              | LINEAR                      |
| 182108 - | 2000 PY6               | 6 d'agost de 2000      | Ametlla de Mar       | J. Nomen                    |
| 182109 - | 2000 QL3               | 24 d'agost de 2000     | Socorro              | LINEAR                      |
| 182110 - | 2000 QE19              | 24 d'agost de 2000     | Socorro              | LINEAR                      |
| 182111 - | 2000 QZ35              | 24 d'agost de 2000     | Socorro              | LINEAR                      |
| 182112 - | 2000 QL37              | 24 d'agost de 2000     | Socorro              | LINEAR                      |
| 182113 - | 2000 QH104             | 28 d'agost de 2000     | Socorro              | LINEAR                      |
| 182114 - | 2000 QC119             | 25 d'agost de 2000     | Socorro              | LINEAR                      |
| 182115 - | 2000 QL141             | 31 d'agost de 2000     | Socorro              | LINEAR                      |
| 182116 - | 2000 QM161             | 31 d'agost de 2000     | Socorro              | LINEAR                      |
| 182117 - | 2000 QF168             | 31 d'agost de 2000     | Socorro              | LINEAR                      |
| 182118 - | 2000 QF170             | 31 d'agost de 2000     | Socorro              | LINEAR                      |
| 182119 - | 2000 QH186             | 26 d'agost de 2000     | Socorro              | LINEAR                      |
| 182120 - | 2000 QW189             | 26 d'agost de 2000     | Socorro              | LINEAR                      |
| 182121 - | 2000 QL227             | 31 d'agost de 2000     | Socorro              | LINEAR                      |
| 182122 - | 2000 QY234             | 26 d'agost de 2000     | Cerro Tololo         | M. W. Buie                  |
| 182123 - | 2000 RA21              | 1 de setembre de 2000  | Socorro              | LINEAR                      |
| 182124 - | 2000 RY23              | 1 de setembre de 2000  | Socorro              | LINEAR                      |
| 182125 - | 2000 RK26              | 1 de setembre de 2000  | Socorro              | LINEAR                      |
| 182126 - | 2000 RJ38              | 5 de setembre de 2000  | Kvistaberg           | Uppsala-DLR Asteroid Survey |
| 182127 - | 2000 RJ70              | 2 de setembre de 2000  | Socorro              | LINEAR                      |
| 182128 - | 2000 RC72              | 2 de setembre de 2000  | Socorro              | LINEAR                      |
| 182129 - | 2000 RR99              | 5 de setembre de 2000  | Anderson Mesa        | LONEOS                      |
| 182130 - | 2000 SY15              | 23 de setembre de 2000 | Socorro              | LINEAR                      |
| 182131 - | 2000 SD17              | 23 de setembre de 2000 | Socorro              | LINEAR                      |
| 182132 - | 2000 SG17              | 23 de setembre de 2000 | Socorro              | LINEAR                      |
| 182133 - | 2000 SO23              | 26 de setembre de 2000 | Tebbutt              | F. B. Zoltowski             |
| 182134 - | 2000 SL25              | 23 de setembre de 2000 | Socorro              | LINEAR                      |
| 182135 - | 2000 SP27              | 23 de setembre de 2000 | Socorro              | LINEAR                      |
| 182136 - | 2000 ST29              | 24 de setembre de 2000 | Socorro              | LINEAR                      |
| 182137 - | 2000 SA31              | 24 de setembre de 2000 | Socorro              | LINEAR                      |
| 182138 - | 2000 SJ33              | 24 de setembre de 2000 | Socorro              | LINEAR                      |
| 182139 - | 2000 SM33              | 24 de setembre de 2000 | Socorro              | LINEAR                      |
| 182140 - | 2000 SX42              | 25 de setembre de 2000 | Črni Vrh             | Črni Vrh                    |
| 182141 - | 2000 SZ43              | 23 de setembre de 2000 | Socorro              | LINEAR                      |
| 182142 - | 2000 SN44              | 27 de setembre de 2000 | Socorro              | LINEAR                      |
| 182143 - | 2000 SQ45              | 22 de setembre de 2000 | Socorro              | LINEAR                      |
| 182144 - | 2000 SN47              | 23 de setembre de 2000 | Socorro              | LINEAR                      |
| 182145 - | 2000 SR49              | 23 de setembre de 2000 | Socorro              | LINEAR                      |
| 182146 - | 2000 ST57              | 24 de setembre de 2000 | Socorro              | LINEAR                      |
| 182147 - | 2000 SJ60              | 24 de setembre de 2000 | Socorro              | LINEAR                      |
| 182148 - | 2000 SB64              | 24 de setembre de 2000 | Socorro              | LINEAR                      |
| 182149 - | 2000 SN65              | 24 de setembre de 2000 | Socorro              | LINEAR                      |
| 182150 - | 2000 SK68              | 24 de setembre de 2000 | Socorro              | LINEAR                      |
| 182151 - | 2000 SK70              | 24 de setembre de 2000 | Socorro              | LINEAR                      |
| 182152 - | 2000 SM73              | 24 de setembre de 2000 | Socorro              | LINEAR                      |
| 182153 - | 2000 SU77              | 24 de setembre de 2000 | Socorro              | LINEAR                      |
| 182154 - | 2000 SF78              | 24 de setembre de 2000 | Socorro              | LINEAR                      |
| 182155 - | 2000 SB84              | 24 de setembre de 2000 | Socorro              | LINEAR                      |
| 182156 - | 2000 SG87              | 24 de setembre de 2000 | Socorro              | LINEAR                      |
| 182157 - | 2000 SF103             | 24 de setembre de 2000 | Socorro              | LINEAR                      |
| 182158 - | 2000 SQ122             | 24 de setembre de 2000 | Socorro              | LINEAR                      |
| 182159 - | 2000 SZ132             | 23 de setembre de 2000 | Socorro              | LINEAR                      |
| 182160 - | 2000 SC161             | 27 de setembre de 2000 | Socorro              | LINEAR                      |
| 182161 - | 2000 SL184             | 20 de setembre de 2000 | Haleakala            | NEAT                        |
| 182162 - | 2000 SZ186             | 21 de setembre de 2000 | Haleakala            | NEAT                        |
| 182163 - | 2000 SO193             | 24 de setembre de 2000 | Socorro              | LINEAR                      |
| 182164 - | 2000 SO196             | 24 de setembre de 2000 | Socorro              | LINEAR                      |
| 182165 - | 2000 SO197             | 24 de setembre de 2000 | Socorro              | LINEAR                      |
| 182166 - | 2000 SS202             | 24 de setembre de 2000 | Socorro              | LINEAR                      |
| 182167 - | 2000 SG214             | 26 de setembre de 2000 | Socorro              | LINEAR                      |
| 182168 - | 2000 SL214             | 26 de setembre de 2000 | Socorro              | LINEAR                      |
| 182169 - | 2000 SQ216             | 26 de setembre de 2000 | Socorro              | LINEAR                      |
| 182170 - | 2000 SU222             | 27 de setembre de 2000 | Socorro              | LINEAR                      |
| 182171 - | 2000 SZ222             | 27 de setembre de 2000 | Socorro              | LINEAR                      |
| 182172 - | 2000 SG229             | 28 de setembre de 2000 | Socorro              | LINEAR                      |
| 182173 - | 2000 SX239             | 28 de setembre de 2000 | Socorro              | LINEAR                      |
| 182174 - | 2000 SQ247             | 24 de setembre de 2000 | Socorro              | LINEAR                      |
| 182175 - | 2000 SH250             | 24 de setembre de 2000 | Socorro              | LINEAR                      |
| 182176 - | 2000 SM250             | 24 de setembre de 2000 | Socorro              | LINEAR                      |
| 182177 - | 2000 SK253             | 24 de setembre de 2000 | Socorro              | LINEAR                      |
| 182178 - | 2000 SR282             | 23 de setembre de 2000 | Socorro              | LINEAR                      |
| 182179 - | 2000 SC292             | 27 de setembre de 2000 | Socorro              | LINEAR                      |
| 182180 - | 2000 SP294             | 27 de setembre de 2000 | Socorro              | LINEAR                      |
| 182181 - | 2000 SG310             | 26 de setembre de 2000 | Socorro              | LINEAR                      |
| 182182 - | 2000 SK318             | 29 de setembre de 2000 | Haleakala            | NEAT                        |
| 182183 - | 2000 SK324             | 28 de setembre de 2000 | Kitt Peak            | Spacewatch                  |
| 182184 - | 2000 SP325             | 29 de setembre de 2000 | Kitt Peak            | Spacewatch                  |
| 182185 - | 2000 SR343             | 23 de setembre de 2000 | Socorro              | LINEAR                      |
| 182186 - | 2000 SU349             | 29 de setembre de 2000 | Anderson Mesa        | LONEOS                      |
| 182187 - | 2000 SY363             | 20 de setembre de 2000 | Socorro              | LINEAR                      |
| 182188 - | 2000 TK13              | 1 d'octubre de 2000    | Socorro              | LINEAR                      |
| 182189 - | 2000 TM34              | 6 d'octubre de 2000    | Anderson Mesa        | LONEOS                      |
| 182190 - | 2000 TD35              | 6 d'octubre de 2000    | Anderson Mesa        | LONEOS                      |
| 182191 - | 2000 UC14              | 27 d'octubre de 2000   | Kitt Peak            | Spacewatch                  |
| 182192 - | 2000 UE14              | 27 d'octubre de 2000   | Kitt Peak            | Spacewatch                  |
| 182193 - | 2000 UB21              | 24 d'octubre de 2000   | Socorro              | LINEAR                      |
| 182194 - | 2000 UX24              | 24 d'octubre de 2000   | Socorro              | LINEAR                      |
| 182195 - | 2000 UR35              | 24 d'octubre de 2000   | Socorro              | LINEAR                      |
| 182196 - | 2000 UT45              | 24 d'octubre de 2000   | Socorro              | LINEAR                      |
| 182197 - | 2000 UX65              | 25 d'octubre de 2000   | Socorro              | LINEAR                      |
| 182198 - | 2000 UK105             | 29 d'octubre de 2000   | Socorro              | LINEAR                      |
| 182199 - | 2000 UN108             | 31 d'octubre de 2000   | Socorro              | LINEAR                      |
| 182200 - | 2000 UH111             | 26 d'octubre de 2000   | Kitt Peak            | Spacewatch                  |